# Olympische Sommerspiele 1996/Teilnehmer (Suriname)
| Gelbes Symbol für Goldmedaillen mit stilisierten Olympischen Ringen | Graues Symbol für Silbermedaillen mit stilisierten Olympischen Ringen | Braundes Symbol für Bronzemedaillen mit stilisierten Olympischen Ringen |
| ------------------------------------------------------------------- | --------------------------------------------------------------------- | ----------------------------------------------------------------------- |
| —                                                                   | —                                                                     | —                                                                       |

Suriname nahm bei den Olympischen Spielen 1996 in Atlanta zum achten Mal an Olympischen Sommerspielen teil. Die Delegation umfasste sieben Athleten.

## Teilnehmer nach Sportart

### Leichtathletik
- Tommy Asinga
Männer, 800 m: in der 1. Runde ausgeschieden (1:48,29 min)
- Letitia Vriesde
Frauen, 800 m: im Halbfinale ausgeschieden (1:58,29 min)

### Badminton
- Oscar Brandon
Männer, Einzel: in der 1. Runde ausgeschieden

### Schwimmen
- Carolyn Adel
Frauen, 200 m Freistil: 28. Platz (2:05,04 min)
Frauen, 400 m Freistil: 30. Platz (4:22,66 min)
Frauen, 200 m Lagen: 31. Platz (2:21,54 min)
Frauen, 400 m Lagen: 22. Platz (4:55,48 min)
- Mike Fung-a-Wing
Männer, 100 m Rücken: 47. Platz (1:01,24 min)
- Enrico Linscheer
Männer, 100 m Freistil: 32. Platz (23,45 s)
- Giovanni Linscheer
Männer, 100 m Freistil: 41. Platz (51,82 s)
Männer, 100 m Schmetterling: 40. Platz (56,09 s)